# Sciapus polozhentsevi
Sciapus polozhentsevi är en tvåvingeart som beskrevs av Negrobov 1977. Sciapus polozhentsevi ingår i släktet Sciapus och familjen styltflugor. Inga underarter finns listade i Catalogue of Life.